# Nordhackstedt
Nordhackstedt (duń. Nørre Haksted) – miejscowość i gmina w Niemczech w kraju związkowym Szlezwik-Holsztyn, w powiecie Schleswig-Flensburg, wchodzi w skład urzędu Schafflund.